# میشل ورم
میشل ورم (هلندی: Michel Vorm; زاده ۲۰ اکتبر ۱۹۸۳) بازیکن فوتبال اهل هلند است.

## باشگاهی
در باشگاه‌هایی او که بازی کرده می‌توان به تاتنهام و سوانزی سیتی اشاره کرد.

## تیم ملی
وی سابقه ۹ بازی و ۰ گل ملی برای تیم ملی فوتبال هلند در کارنامه دارد، همچنین پست تخصصی او، دروازه‌بان است.